# Association internationale des études byzantines
L'Association internationale des études byzantines (en anglais : International Byzantine Association ; en grec : Διεθνής Ένωση Βυζαντινών Σπουδών) est une association sans but lucratif créée en 1948 à l'initiative du byzantiniste Paul Lemerle au cours des VIe et VIIe Congrès internationaux des études byzantines de Paris et Bruxelles, et dont le siège est à Versailles.

## Membres et buts de l’organisation

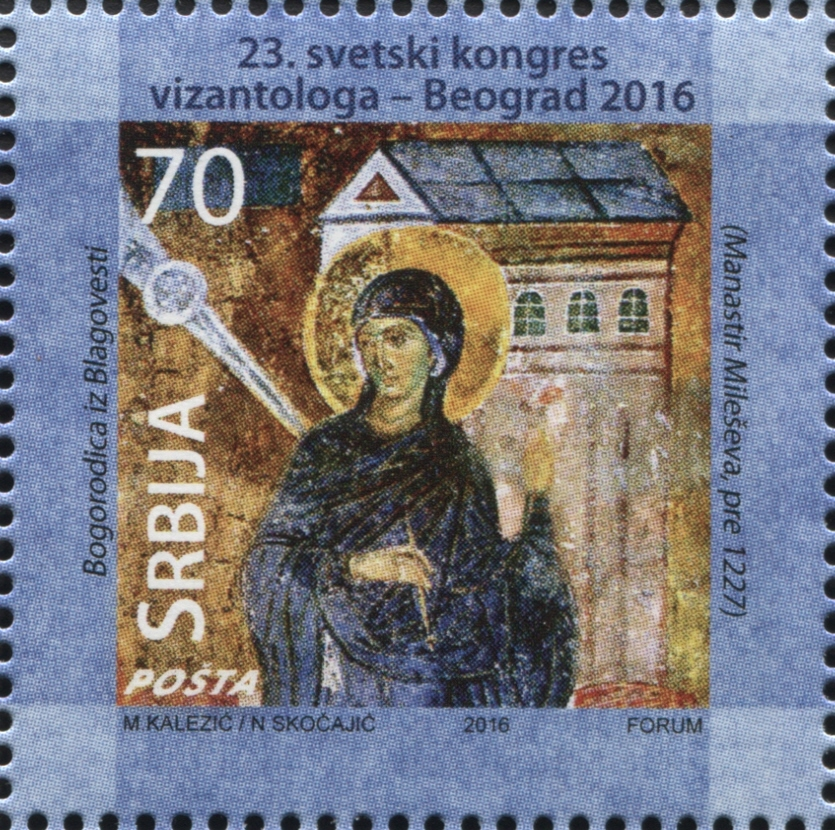
Timbre commémoratif émis par la Serbie lors du 23e Congrès international des Études byzantines en 2016.

Les membres de l’AIEB sont : (1) les comités nationaux, représentant les associations nationales parmi lesquels sont choisis les membres du conseil de direction, le Bureau International; (2) les membres du Bureau international; (3) les institutions et personnes physiques qui appuient la recherche sur les études byzantines, en particulier sur le plan financier.
Afin d’encourager la recherche dans tous les domaines des études byzantines, elle conçoit l’Empire byzantin comme une entité politique, culturelle et religieuse de l’Antiquité tardive et du Moyen Âge définie par des critères temporels, géographiques, politiques, voire idéologiques sans distinction de frontières disciplinaires. Aussi réunit-elle des historiens et épigraphes, des historiens de l’art, des spécialistes de l’iconographie et des archéologues du christianisme, des spécialistes de la littérature et du langage, des philosophes et des historiens de la philosophie, des théologiens et des historiens de l’Église, des économistes, des spécialistes de l’histoire de la médecine, pour ne nommer que quelques-unes des disciplines représentées au sein des comités nationaux. 
Son travail principal est l’organisation à tous les cinq ans de congrès internationaux. À cette fin, le Bureau international et les représentants des comités nationaux mettent sur pied périodiquement des congrès intérimaires traitant en priorité des thèmes qui seront abordés lors du congrès international suivant de même que divers colloques et rencontres spécifiques. 
Sur proposition du prof. Dionýsios Zakythinós, appuyé par le président-fondateur Paul Lemerle, l’AIEB publie depuis 1964 un Bulletin d’information et de coordination mensuel ainsi que des bulletins d’information périodiques, appelés « Nouvelles byzantines » destinés à faciliter l’échange d’informations entre byzantinistes du monde entier. On y trouve également de l’information sur divers projets spéciaux entrepris par l’association, entre autres concernant l’important projet du Corpus Fontium Historiae Byzantinae ainsi que d’autres projets spécifiques comme celui sur l’histoire de l’art byzantin.
Pour sa part, l’AIEB est membre du Comité international des Sciences historiques (CISH) et de la Fédération internationale des associations d’Études classiques (FIEC).

## Historique

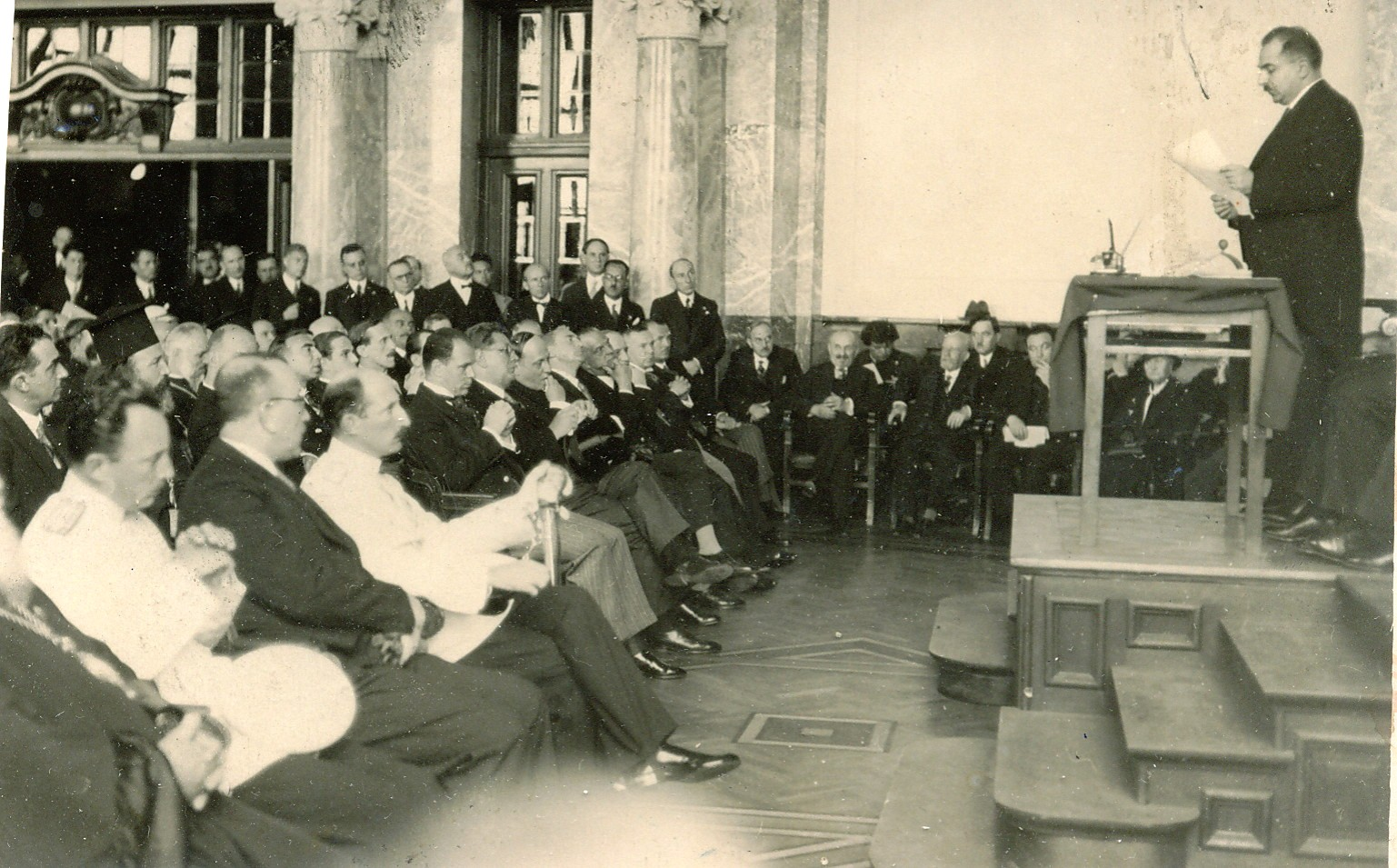
Ouverture du quatrième congrès international des Études byzantines à Sofia le 9 septembre 1934 en présence du roi Boris III.

On doit à l’historien roumain Nicolae Iorga l’idée de la création de l’AIEB lorsque, à l’occasion du Ve Congrès International des Sciences Historiques tenu à Bruxelles en avril 1921, la section des Études byzantines proposa la tenue d’un congrès consacré exclusivement à ce sujet. En moins d’une année un premier congrès eut lieu à Bucarest avec soixante participants en provenance de douze pays. Ce fut un grand succès dû en bonne part à la renommée de certains participants comme Charles Diehl, Gabriel Millet, Henri Grégoire, Henri Pirenne, Nikodim Pawlowitsch Kondakow et William Mitchell Ramsay. À partir de là, et sauf durant l’interruption due à la Seconde Guerre mondiale, des congrès similaires eurent lieu tous les trois ans et, à partir de 1961, à tous les cinq ans. À l’époque il était important aux yeux des organisateurs que ces congrès aient lieu dans l’espace géographique sur lequel s’étendait sinon l’Empire byzantin lui-même, du moins son influence. On peut inférer du fait que les quatre premiers congrès se soient tenus dans les Balkans qu’au sortir de la Première Guerre mondiale, les nations de cette région attachaient une grande importance à leur filiation avec cet empire dans la définition de leur propre identité nationale et du rôle qu’ils pouvaient jouer dans la situation politique de la région. Pour les grandes nations européennes comme le Royaume-Uni, la France, l’Allemagne et la Russie, la reconnaissance des Études byzantines comme discipline scientifique ainsi que la création de l’AIEB préfiguraient la conscience d’une parenté culturelle, politique et sociale entre les nations d’Europe. Déjà en 1886, le byzantiniste russe Fjodor Iwanowitch Uspenski avait proposé la création d’une association internationale et la publication d’un journal philologique des Études byzantines.
De même qu’il avait fallu un quart de siècle pour que le Comité International des Sciences Historiques ne soit fondé après qu’il eut été proposé lors du premier congrès des Sciences historiques en 1900, de longues et ardues discussions de même que plusieurs congrès furent nécessaires avant que naisse l’AIEB. C’est ainsi que Franz Dölger proposa lors de la séance de clôture du IVe Congrès à Sofia en 1934 la création d’un comité permanent, résolution qui fut adoptée. Il fallut toutefois attendre la fin de la Deuxième Guerre mondiale et les VIe et VIIe congrès internationaux sur les Études byzantines tenus respectivement en juillet et aout 1948 à Paris et à Bruxelles pour que naisse officiellement l’AIEB. Ses statuts furent modifiés une première fois en 1961 et révisés lors de l’Assemblée générale réunie à Londres en 2006.

## Bureau international
Le bureau international est présentement (2021) présidé par le professeur John Haldon. Ses présidents d’honneur sont Hélène Ahrweiler et Cyril Mango (décédé). Le secrétaire est A. Markopoulos et la trésorière Béatrice Caseau.
Le président-fondateur fut Paul Lemerle. Au fil des ans les présidents furent  Johannes Koder (2011-2016), P. Schreiner (2001-2011), G. Dagron (1996-2001), I. Ševčenko (1986-1996), H. Hunger (1976-1986), D. Zakythinós (1971-1976), P. Lemerle (1961-1971), H. Grégoire (1949-1961).

## Comités nationaux
Les États suivants étaient représentés au sein de l’association par des comités nationaux en 2021: 
Albanie * Allemagne * Argentine * Arménie * Australie  * Autriche * Belgique * Bulgarie * Canada * Chine * Chypre * Croatie * Danemark * Espagne * Estonie * États-Unis d’Amérique * Finlande * France * Géorgie * Grèce * Hongrie  * Israël * Italie * Japon * Macédoine du nord * Norvège * Pays-Bas  * Pologne * République tchèque * Roumanie * Royaume-Uni  * Russie * Serbie * Slovaquie * Suède * Suisse * Turquie * Ukraine * Vatican.

## Congrès internationaux et colloques
- 1.  Bucarest, 14–20 avril 1924[17]

- 2.  Belgrade, 11–16 avril 1927

- 3.  Athènes, 12–18 octobre 1930

- 4.  Sofia, 9–15 septembre 1934

- 5.  Rome, 20–26 septembre 1936

- 6.  Le congrès prévu pour Alger en octobre 1939 dut être remis en raison de la guerre et se tint à Paris en 1948

- 7.  Bruxelles, 1948

- 8.  Palerme, 1951

- 9.  Thessalonique, 1953

- 10. Istanbul, 1955

- 11. Munich 1958

- 12. Ohrid, 10–16 septembre 1961[18]

- 13. Oxford, 5–10 septembre 1966[19]

- 13a. Colloque, Venise, septembre 1968

- 14. Bucarest, 6–12 septembre 1971

- 15. Athènes, septembre 1976

- 16. Vienne, 1981[20]

- 17. Washington, D.C., 3.–8. aout 1986[21]

- 18. Moscou, 8.–15. aout 1991[22]

- 19. Copenhague, aout 1996

- 20. Paris, 19–25 aout 2001

- 21. Londres, 21–26 aout 2006[19]

- 22. Sofia, 22–27 aout 2011

- 23. Belgrade, aout 2016

- 24. Le vingt-quatrième congrès a dû, en raison de la pandémie, être remis et se tiendra à Venise et à Padoue en 2022